# Bonifatiusbote
Der Bonifatiusbote ist eine katholische Kirchenzeitung für das Bistum Fulda. Sie wird vom bischöflichen Stuhl herausgegeben und erscheint seit 1884 – mit einer Unterbrechung von 1939 bis 1946 – in mittlerweile zweiwöchentlichen Ausgaben.

## Geschichte
Gegen Ende des Kulturkampfes erschien am 15. Juni 1884 auf Bestreben von Andreas Schick in der Fuldaer Actiendruckerei (heute Parzeller), in der zehn Jahre zuvor bereits die Fuldaer Zeitung aufgelegt wurde, der erste Bonifatiusbote. Bereits nach wenigen Jahren wurde eine Auflage von 20.000 erreicht. Im Kaiserreich und der Weimarer Republik entwickelte sich das Bistumsblatt zu einem Sprachrohr der Zentrumspartei.
Das seit 1892 wöchentlich erscheinende St.-Elisabeth-Blatt der katholischen Kirchengemeinden in Kassel ging 1936 im Bonifatiusboten auf.
Während der nationalsozialistischen Herrschaft im Dritten Reich musste das Erscheinen des katholischen Blattes 1939 eingestellt werden. Der Neubeginn erfolgte nach Ende des Zweiten Weltkriegs im Mai 1946 mit einer Auflage von 35.000.
Im dritten Quartal des Jahres 2023 hatte die Wochenzeitung eine verkaufte Auflage von 1994 Exemplaren, davon 1657 an Abonnenten.
Wie am 24. Mai 2019 bekannt gegeben wurde, sollte der Bonifatiusbote Ende des Jahres 2023 eingestellt werden. Die Entscheidung wurde mit einer schwindenden Leserschaft begründet. Die geplante Einstellung des Traditionsblattes wurde vielerorts bedauert. Durch die Übernahme des Bonifatiusboten sowie der weiteren Kirchenzeitungen der Gesellschaft für Kirchliche Publizistik Mainz durch die Verlagsgruppe Bistumspresse in Osnabrück zum 1. Januar 2024 blieb der Fortbestand auch nach 2023 gesichert.

## Kooperation mit anderen Bistumszeitungen
Nachdem die verbreitete Auflage immer weiter abnahm, entstand 1972 und 1977 eine Kooperation mit den beiden Bistumszeitungen Glaube und Leben (Bistum Mainz) und Der Sonntag (Bistum Limburg) über die damalige Gesellschaft für kirchliche Publizistik Mainz. Die Redaktion mit Sitz in Mainz lieferte seitdem die überregionalen Beiträge, während jede Zeitung eine eigene Bistumsredaktion für diözesane Themen unterhielt. Gesellschafter war neben den drei Bistümern die Verlagsgruppe Rhein Main. 
Seit 2024 erscheint der Bonifatiusbote als 14-tägliches Magazin und wird von der Verlagsgruppe Bistumspresse herausgegeben.